# Cras-sur-Reyssouze
Cras-sur-Reysouze (Crô im lokalen Dialekt der Bresse) ist eine Ortschaft und eine ehemalige französische Gemeinde mit 1523 Einwohnern (Stand 1. Januar 2022) im Département Ain in der Region Auvergne-Rhône-Alpes. Sie gehörte zum Kanton Attignat im Arrondissement Bourg-en-Bresse.
Mit Wirkung vom 1. Januar 2019 wurden die ehemaligen Gemeinden Cras-sur-Reyssouze und Étrez zur Commune nouvelle Bresse Vallons zusammengeschlossen und haben in der neuen Gemeinde den Status einer Commune déléguée. Der Verwaltungssitz befindet sich im Ort Cras-sur-Reysouze.

## Geographie

### Lage
Cras-sur-Reyssouze liegt auf 200 m, etwa zwölf Kilometer nordnordwestlich der Präfektur Bourg-en-Bresse, 24 Kilometer östlich der Stadt Mâcon und 65 Kilometer nordnordöstlich der Stadt Lyon (Luftlinie). Cras-sur-Reyssouze erstreckt sich im südlichen Teil der historischen Provinz Bresse. Nachbarorte  sind Étrez im Norden, Marboz im Osten, Attignat im Süden, Saint-Martin-le-Châtel im Südwesten sowie Malafretaz im Westen und Nordwesten.

### Topographie
Das Gebiet umfasst einen Teil der südlichen Bresse, einer besonders durch die Landwirtschaft geprägten Ebene zwischen dem Jura-Gebirge und dem Fluss Saône. Der kleine Fluss Reyssouze entwässert das Umland.

## Geschichte
Erste urkundliche Erwähnungen aus dem Hochmittelalter finden sich 13. Jahrhundert. 1272 wird die Ortschaft als Crasso, später Craz oder Cras (1355) erwähnt.
Von 1793 bis 2015 gehörte Cras-sur-Reyssouze zum Kanton Montrevel-en-Bresse.
| Bevölkerungsentwicklung | Bevölkerungsentwicklung |
| Jahr                    | Einwohner               |
| ----------------------- | ----------------------- |
| 1962                    | 719                     |
| 1968                    | 679                     |
| 1975                    | 693                     |
| 1982                    | 807                     |
| 1990                    | 846                     |
| 1999                    | 907                     |
| 2006                    | 1.091                   |
| 2013                    | 1.388                   |

## Sehenswürdigkeiten
- Kirche Saint-Jean-Baptiste aus dem 19. Jahrhundert

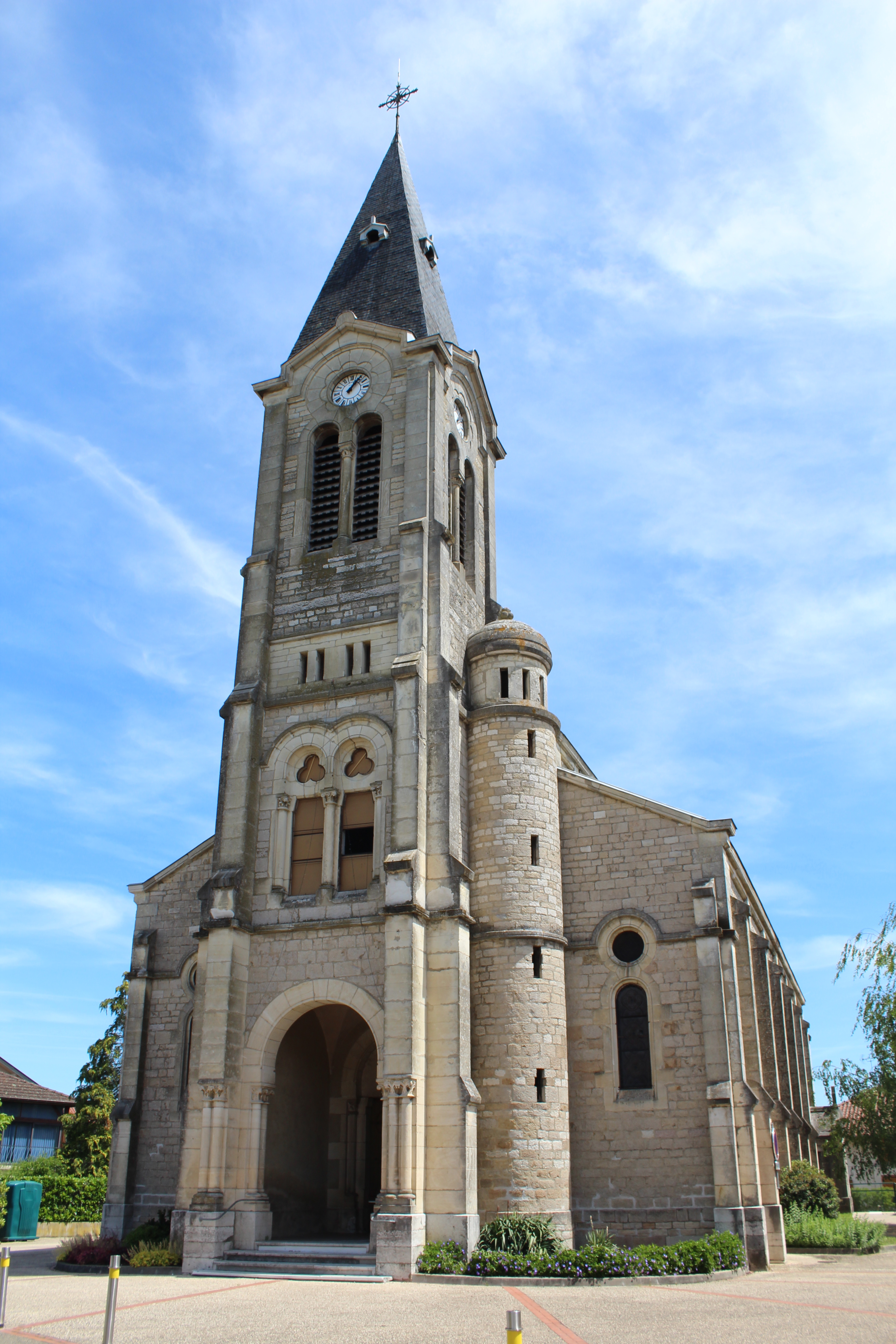
Kirche Saint-Jean-Baptiste

## Persönlichkeiten
- Pierre Chanel (1803–1841), Missionar in Ozeanien, Heiliger der römisch-katholischen Kirche, hat in Cras während der Jugend gelebt und ist hier zur Schule gegangen